# Svartbräken
Svartbräken (Asplenium trichomanes) är en ormbunksväxt. Den har tidigare även kallats bergspring.
Hela Asplenium-släktet utmärks av långsträckta sporgömmesamlingar och ett långsträckt indusium, som sitter fäst med hela sin ena kant på den sida, som är vänd ifrån bladflikens eller småbladets mittnerv. Släktet är ett av de största bland ormbunksväxterna och även i Sverige skiljer sig dessa arter mer inbördes, än exempelvis lundbräknarna (Dryopteris) gör. En av de enklaste till bladformen är svartbräken. Den är enkelt parbladig och med obetydligt tandade småblad. Den växer nästan uteslutande på klippväggar, där den har sin korta jordstam och täta trådrotsknippa inkilade i sprickorna. Man har kallat växter med sådant levnadssätt "petrofyter"; de har liten tillgång på näring och hushållar sparsamt med den, och flera ormbunkar som hör dit, till exempel gaffelbräken, har ganska fast bladbyggnad och stor förmåga att leva länge i torka. I södra och mellersta Skandinavien och Finland är denna art ganska vanlig. 